# Його нова робота
«Його нова робота» (англ. His New Job, інша назва — Charlie's New Job) — короткометражна німа комедія Чарлі Чапліна, перший фільм, який він створив за контрактом з компанією Essanay Studios. Вийшов на екрани 1 лютого 1915 року. Фільм є іронічним прощанням Чапліна зі студією Keystone (на що також натякає назва фільму).

## Сюжет
Безробітний (Чарлі Чаплін в класичному образі) приходить на відкриті проби нових акторів у контору вигаданої кіностудії Lockstone. Туди ж приходить ще один напівп'яний і косоокий претендент (Бен Терпін), з яким у безробітного відразу ж виникає суперництво. Вдало пройшовши проби, він отримує роботу і відправляється на студію, де ставиться якась історична драма з гусарами і дамами. Спочатку його направляють на допомогу теслі, проте коли один з акторів другого плану свариться з режисером, безробітному наказують надіти в гримерці гусарську форму і брати участь в зйомках. Він спочатку воліє зіграти з азартним теслею в кістки. Потрапивши на майданчик, герой Чапліна, намагаючись увійти в образ, обрушує декорації, ніяково позбавляє приму нижньої спідниці і взагалі робить безліч безглуздих вчинків. Ситуація ускладнюється ще й тим, що його недавній суперник прийнятий на студію помічником теслі.

## У ролях
- Чарлі Чаплін — статист
- Бен Терпін — другий статист
- Шарлотта Міно — кінозірка
- Лео Вайт — актор у ролі гусарського офіцера
- Роберт Болдер — президент студії
- Чарльз Стайн — режисер
- Артур Бейтс — тесля
- Джесс Роббінс — оператор
- Агнес Ейрс — секретар
- Глорія Свенсон — стенографістка
- Біллі Армстронг — статист

## Цікаві факти

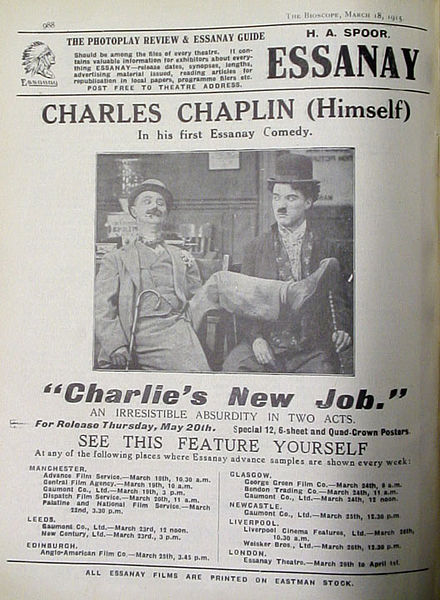
Сторінка журналу «Bioscope» з рекламою фільму «Його нова робота»

- Фільм знімався в павільйоні студії Essanay в Чикаго.
- Прем'єра фільму в США відбулася 1 лютого 1915; в широкий прокат у Великій Британії фільм вийшов 20 травня.
- Перший фільм, в якому Чаплін був вказаний в титрах. У фільмах студії Keystone він в тирах не вказувався (хоча при повторному випуску його ім'я в титрах з'явилося).
- У цьому фільмі Чаплін спробував працювати в парі з Беном Терпіном, який був одним з найпопулярніших комедійних акторів студії Essanay. При тому, що їхні звичайні екранні образи досить непогано відповідали один одному, вони не знайшли спільної мови і після наступного фільму Чаплін перестав запрошувати Терпіна в свої проекти.
- У фільмі також знявся Лео Вайт, популярний актор, який спеціалізувався на допоміжних ролях комічних «європейських джентльменів». Це була його перша спільна робота з Чапліном, після якої він став одним з акторів постійної «чаплінської» команди в Essanay.
- У фільмі в епізоді (у ролі стенографістки) з'являється майбутня кінозірка Глорія Свенсон.